# 权英哲
权英哲（谚文：권영철，朝鲜汉字：權英哲，1969年3月27日—），是韩国男子短道速滑运动员。

## 运动生涯
1990年札幌亚冬会，权英哲获得5000米接力金牌和1000米铜牌。

## 教练生涯
权英哲曾担任美国、英国国家队教练。2005年，他被任命为城南市厅教练。自2009年起，他一直担任议政府市厅教练。